# Gununganyar
Gununganyar é um kecamatan (subdistrito) da cidade de Surabaia, na Província Java Oriental, Indonésia.

## Bairros
O distrito de Gununganyar se divide nos seguintes kelurahan.
- Gunung Anyar
- Gunung Anyar Tambak
- Rungkut Menanggal
- Rungkut Tengah